# Kindertransport – In eine fremde Welt
Kindertransport – In eine fremde Welt ist ein US-amerikanischer Dokumentarfilm aus dem Jahr 2000. Für Regie und Drehbuch zeichnete Mark Jonathan Harris verantwortlich. Der Film über die Kindertransporte von November 1938 bis zum Beginn des Zweiten Weltkriegs wurde im Jahr 2001 mit dem Oscar als „Bester Dokumentarfilm“ ausgezeichnet.
2014 wurde der Film ins National Film Registry aufgenommen.

## Handlung
Der Film bereitet mittels historischer Filmaufnahmen, Interviews und Dokumente das Schicksal von circa 10.000 Kindern auf, die mit Hilfe der Kindertransporte vor den Nationalsozialisten fliehen konnten. Harris hat für seinen Film die mittlerweile erwachsenen Kinder der Kindertransporte befragt, er interviewte Retter, Helfer, Pflegeeltern und mit Mariam Cohen und Franzi Groszmann zwei der noch lebenden Mütter der damals fortgeschickten Kinder. Er erzählt von den Problemen der Geretteten, von Depression und dem Schuldgefühl der Überlebenden. Die Kindertransport-Flüchtlinge berichten von den großen Eingewöhnungsproblemen in England, von der Verzweiflung über die Trennung von den Eltern und in vielen Fällen vom Schmerz nach dem Krieg, als die Kinder und Jugendlichen feststellen mussten, dass die Eltern tot waren. Harris erzählt aber auch die Geschichte von Lory Cahn, die einen Platz in einem Kindertransport hatte und im letzten Moment von ihrem Vater, der sich nicht von ihr trennen konnte, aus dem Zugfenster gezogen wurde. Cahn wurde mit ihrer Familie in das KZ Theresienstadt deportiert. Ihre Mutter überlebte den Holocaust nicht. Außerdem kommt der wenige Wochen nach dem Interview verstorbene Norbert Wollheim zu Wort, der die Kindertransporte von Berlin aus organisierte.

## Hintergrund
Die Mutter der Produzentin Deborah Oppenheimer entkam mit einem der Kindertransporte den Nationalsozialisten. Der Film wurde vom United States Holocaust Memorial Museum mitproduziert. 2001 erschien das gleichnamige Buch zum Film.

## Kritiken
Das Lexikon des internationalen Films urteilte: „Eine verdienstvolle Geschichtsreportage in aufklärerischer Absicht. Filmästhetisch bleibt sie hinter den Standards reflektierter Dokumentarfilme eher zurück.“

## Auszeichnungen
Der Dokumentarfilm wurde 2001 mit dem Oscar und mit dem Evening Standard British Film Award ausgezeichnet.